# 红陶

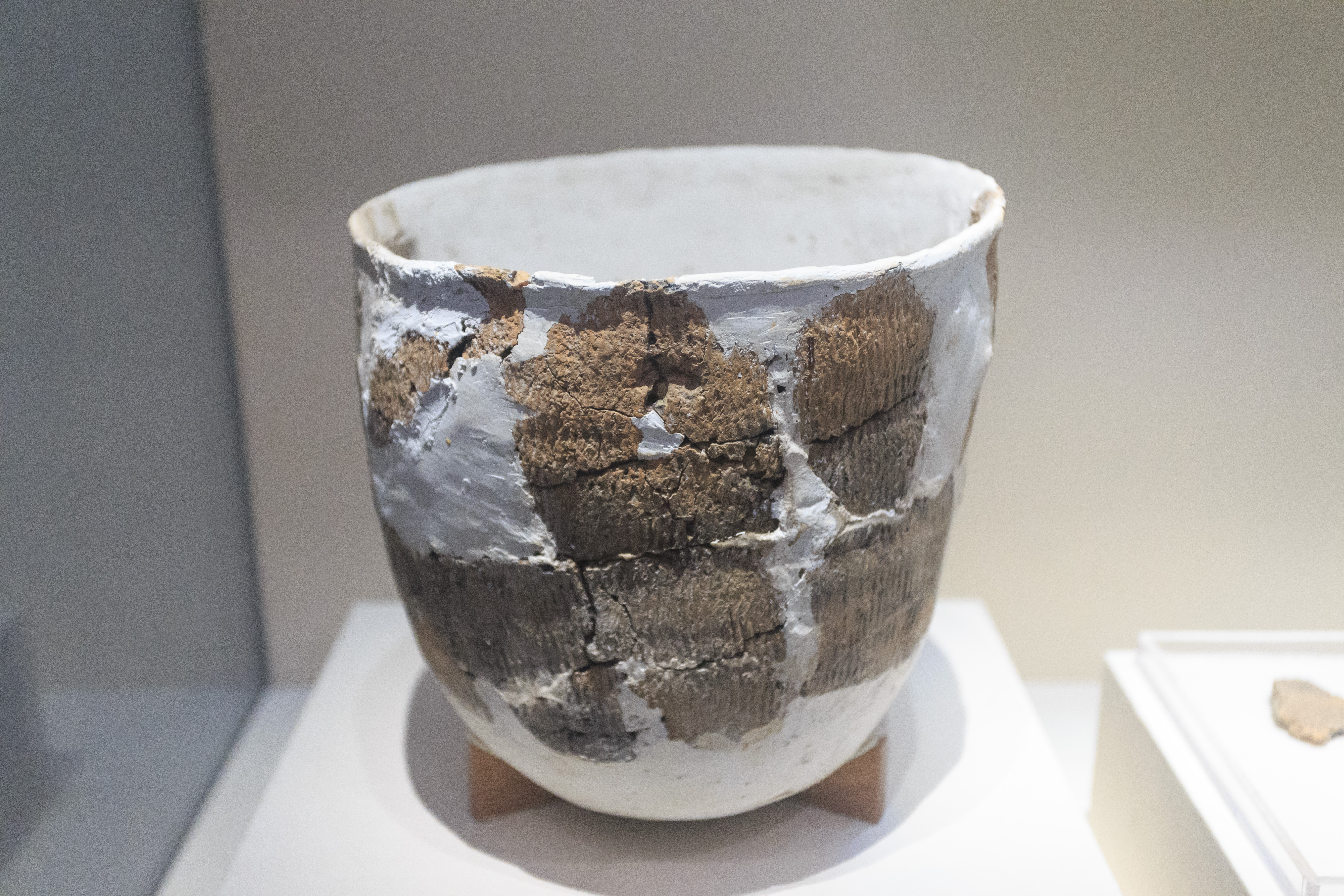
1962年仙人洞出土的陶罐，距今约1万年。

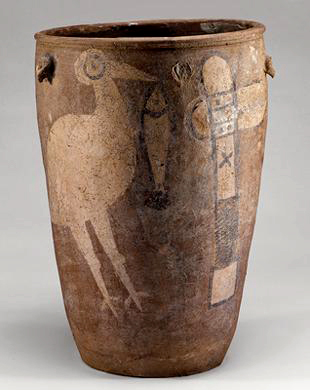
仰韶文化彩绘鹳鱼石斧图陶缸为夹砂红陶质，是禁止出境展览文物。

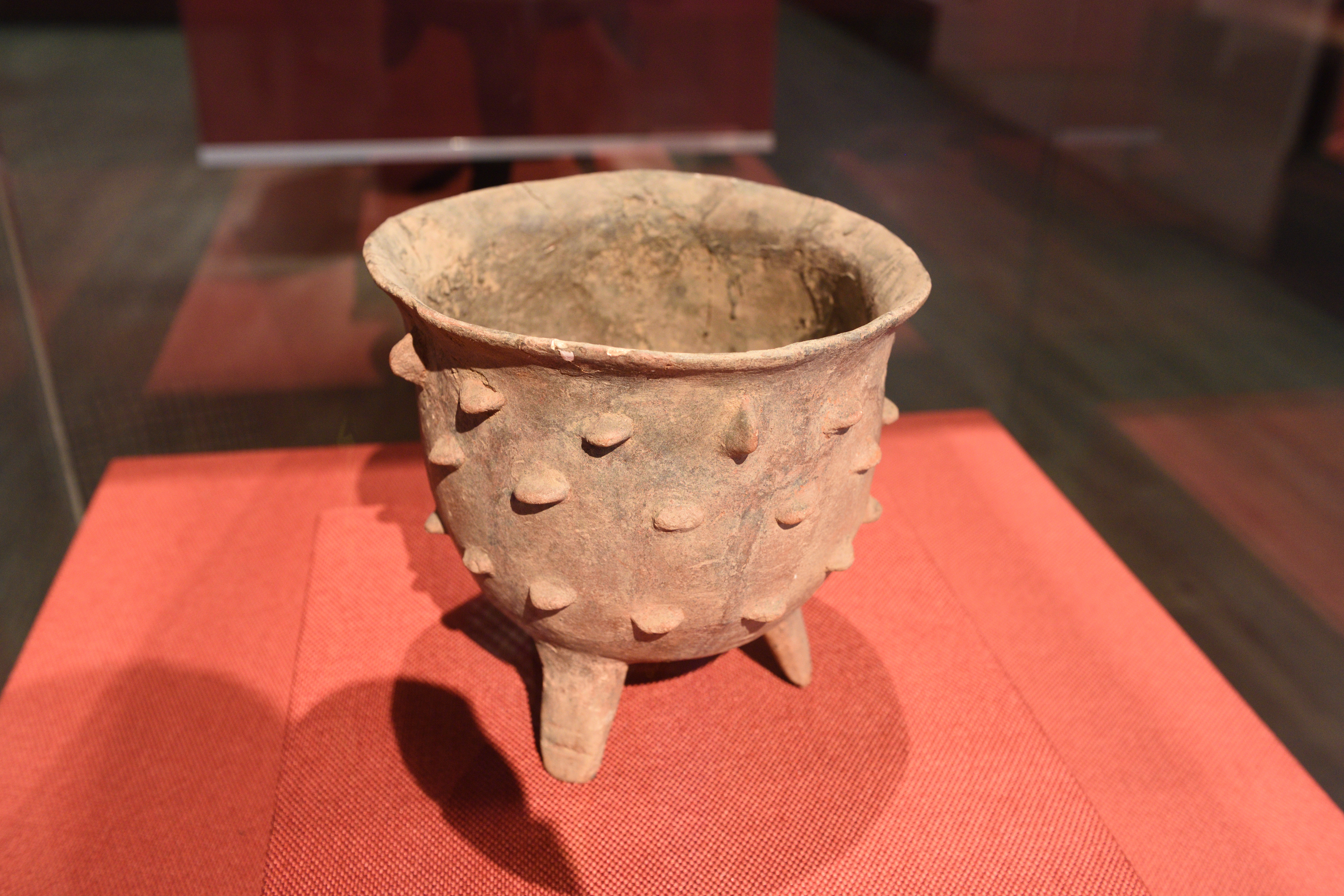
新郑裴李岗出土乳钉纹红陶鼎

红陶出现于新石器时代早期。红陶是在氧化性气氛的窑中，以950℃烧制。

## 仙人洞遗址
江西万年县仙人洞、吊桶环遗址发现的圆底罐，其年代据放射性碳素测试为公元前6875±240年，为夹砂红陶，外表有绳纹。

## 裴李岗文化
裴李岗文化（公元前5500～前4900年）中的陶器则多为泥质或夹砂红陶，亦有少量灰陶。

## 仰韶文化
仰韶文化的各種水器、甑、灶等日用陶器以泥紅陶和夾砂紅褐陶為主，主要呈現紅色，紅陶器上常彩繪有幾何型圖案或動物型花紋，是仰韶文化最明顯特徵，故也稱為彩陶文化。

## 马家窑文化
马家窑文化时期的陶器以砂质和泥质红陶为主，表面彩绘有条带纹、波纹和舞蹈纹等，制品有炊具、食具、盛储器皿等。

## 傣族紅陶
傣族红陶制作材料为当地一种红粘土，呈砖红色，配以一定量的沙，拌透揉均，用木棒槌舂、打混合后，用自制的转盘手工拉坯。坯拉好后用有花纹的木拍拍上简单的花纹，放入棚下阴干，阴干后即行烧制。傣族红陶器具出品和用得最多的是罐，傣语称为“莫丁”，一般较大，造型十分别致，用于盛水装饭，在炎热条件下能免除腐坏之虞，为所有傣族人家必备之器。